# Живое пиво
Живое пиво — обиходный термин, обычно обозначающий непастеризованное пиво. При этом в технических регламентах данная категория отсутствует, поэтому как само понятие живого пива, так и требования к технологии его производства определяют сами производители. По заявлениям производителей, по причине неприменения пастеризации такое пиво отличается малым сроком хранения (порядка одной недели), потому и торгуют им обычно либо в рядом прилегающих пивных, либо на территории одного региона.
Отсутствие пастеризации для пива потенциально опасно, так как из-за частого отсутствия фильтрации продукт содержит остаточные дрожжи. Неправильный режим хранения, в том числе в местах розлива, например в ресторанах, плохое охлаждение тары, антисанитария кранов могут приводить к закисанию и развитию микроорганизмов.
Кроме того, словосочетание «живое пиво» иногда связывается с технологией «bottle conditioning», когда напиток по окончании главного брожения сразу разливают по бутылкам, где пиво и дозревает. Такое пиво хранится долго без пастеризации и фильтрации. Отдельные стили пива при этом с выдержкой существенно меняются и усложняются во вкусе.
Волгоградский пивзавод стал одним из первых в России предприятий, эксплуатирующих этот термин: некоторое время он назывался ОАО «Пивовар — Живое пиво».
Популярность «живого» пива во многом обязана маркетинговой политике мелких независимых пивоварен, которые активно осваивают эту нишу. Продвижение основано на противопоставлении качества своей продукции крупных компаний для массового сегмента рынка.
В сентябре 2006 года доля «живого» пива несколько превышала 0,1 % от общего количества производства, но к февралю 2009 года уже составляла 1,2 %, что примерно соответствует 12 млн декалитров (дал) в год.
Рост популярности «живого» пива стал одним из факторов увеличения совокупного производства небольших пивоваренных предприятий на фоне сокращения выпуска крупных компаний в первой половине 2009 года.
С 2010 года ставший популярным термин «живое» стал применяться для привлечения потребителя маркетологами крупных пивоваренных компаний (например, Балтики и Хейнекен).